# Ute Rührold
Ute Rührold, gift Klawonn, född 9 december 1954 i Zerbst, är en inte längre aktiv rodelåkare som tävlade för Östtyskland.
Hennes största framgångar är två silvermedaljer vid olympiska vinterspelen, den första i Sapporo 1972 och den andra i Innsbruck 1976. Året 1972 blev hon dessutom Europamästare vid tävlingen i Königssee. Rührold vann silvermedaljen vid världsmästerskapen 1973 i Oberhof, en bronsmedalj vid världsmästerskapen 1974 i Königssee samt en silvermedalj vid världsmästerskapen 1975 i Hammarstrand. Hon var tidvis gift med handbollsspelaren Wolfgang Böhme. Rührold flyttade efter idrottskarriären till Rostock och blev där manager i en turistbyrå.